# Lutkarstvo
Lutkarstvo, grana kazališne djelatnosti u kojoj predstavu izvode lutke. Lutke na sceni pokreću lutkari, najčešće skriveni od gledatelja. Oni lutkama i "posuđuju glas", odnosno izgovaraju tekst namijenjen ulozi u kojoj se nalazi lutka. Lutke nerijetko oponašaju ljudske osobine i ponašanje, a lutkar njima upravlja putem dlana, konaca, užadi, štapa i dr.
Kroz povijest su se u Europi razvile dvije tradicije lutkarstva. Manje lutke s drvenm glavom i udovima (engl. puppet, tal. burattino, fr. guignol) kojima se upravlja dlanom popularne su među pukom, i često su bile sredstvo za satiru i društveno-politički komentar na ulicama i sajmištima. Ovaj tip lutke (poznat i pod nazivom ginjol) se oslanja na oštre pokrete prstiju i dlana, i intenzivne varijacije glumčeva glasa. Gubi širi utjecaj između dvaju svjetskih ratova, i zadržava se uglavnom u dječjem kazalištu. Suprotno tome, marionetsko kazalište, u kojem predstavu izvode lutke na koncu, nastoji konkurirati ostalim kazališnim formama kako scenografijom, opremom i realističnim prikazom lutki, tako i odabirom tema i načinom njihove obrade. Zbog toga je prihvaćeno u aristokratskim krugovima i među građanstvom, te se odvija u specijaliziranim kazališnim zgradama.
U Hrvatskoj se profesionalno lutkarstvo razvija od 1920., kada je osnovan Teatar marioneta u Zagrebu. Veliki zamah dobiva nakon Drugog svjetskog rata, kada se i u Splitu, Rijeci i Osijeku osnivaju lutkarska kazališta koja djeluju i danas. Uglavnom izvode repertoar za djecu.